# Sclerodontium clavinerve
Sclerodontium clavinerve là một loài Rêu trong họ Dicranaceae. Loài này được (Müll. Hal.) H.A. Crum miêu tả khoa học đầu tiên năm 1986.